# Tekka Centre

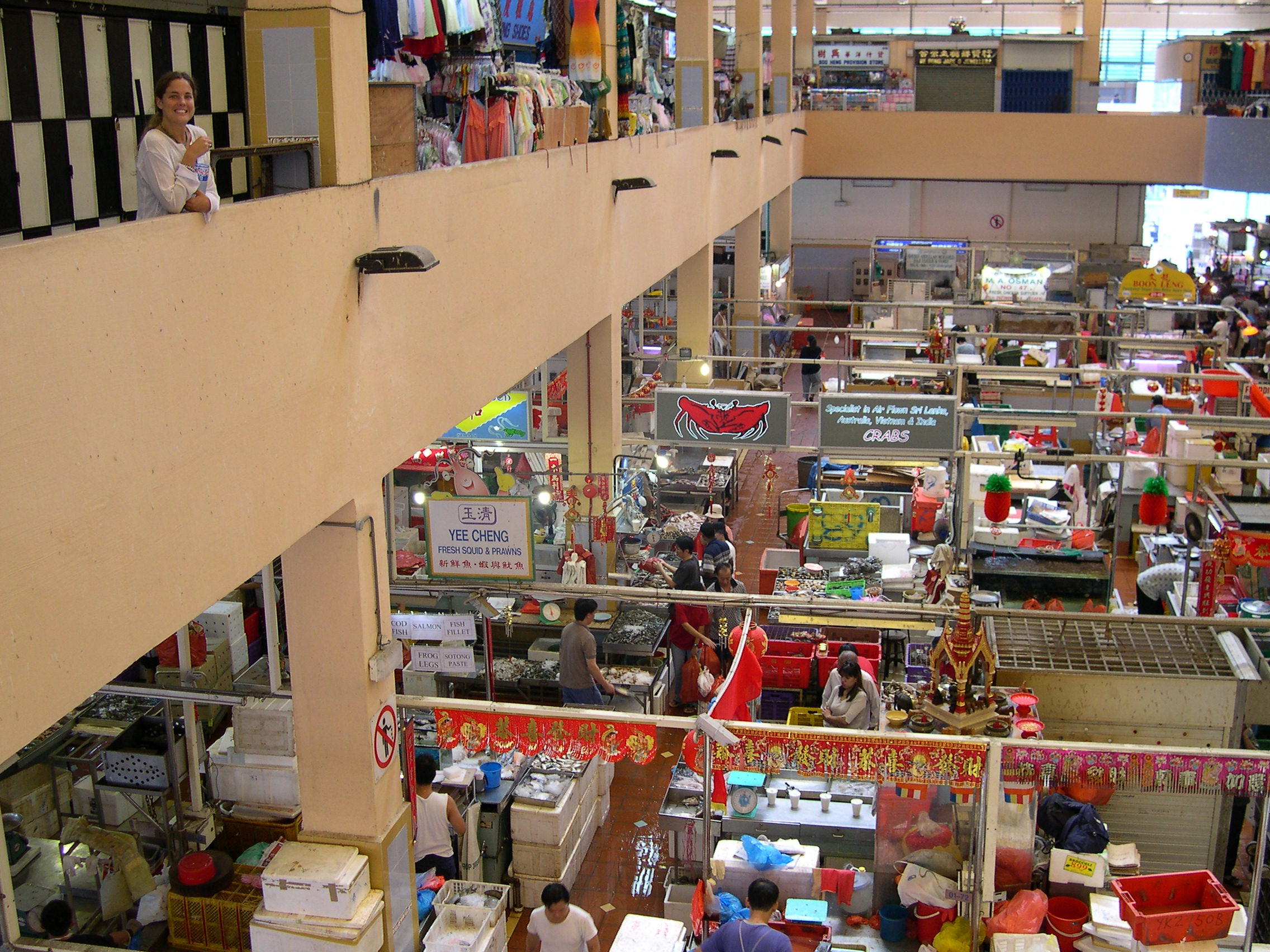
Tekka Centre

Das Tekka Centre, früher bekannt auch als Kandang Kerbau Market beziehungsweise (bis 2000) Tekka Market, ist ein großer asiatischer wet market, der entlang der Serangoon Road in Little India in Singapur angelegt wurde. Der Gebäudekomplex mit einer Mehrzwecknutzung beherbergt einen wet market, Lebensmittelmarkt und sonstige Geschäfte, einen Großteil nimmt eine Esshalle ein. Der ursprüngliche Markt wurde 1915 erbaut und 1982 an der heutigen Stelle neu eröffnet. Heute wird er durch mehrere ethnische Gruppen in Singapur gerne besucht: Malayen, Chinesen, Inder, Thai und andere.

## Name
Der Markt war ursprünglich unter dem Namen Kandang Kerbau Market bekannt, abgekürzt KK Market, wo „kerbau“ im Malayischen etwa  „Viehgehege“ bedeutet; in der Region waren viele Viehställe vorhanden. Eine kleine Siedlung dort hieß entsprechend Kampong Kerbau („Buffalo Village“ auf Malaiisch). Der Markt befand sich in einem Gebiet, das durch die Hokkien-Chinesen Tek Kia Kha genannt (abgekürzt Tek Kah) wurde, etwa „Fluß der kleinen Bambusse“ oder „Bambusklumpen“; Bambuspflanzen wuchsen damals beidseitig entlang des Rochor-Kanals. Der Name Tekka Market hat sich dann auch durchgesetzt. Üblich waren auch die Namen Mattu Kampong Pasar beziehungsweise Tekka Pasar („pasar“ steht im Tamilischen beziehungsweise Malaysischen für Basar, also Markt).
In den frühen 1980er Jahren, nachdem der alte Markt abgerissen wurde, kam der Name Zhujiao Centre in Gebrauch, was durch nicht chinesische Bevölkerung nicht akzeptiert wurde, der Name Tekka Market, abgeleitet von Tek Kha, war gebräuchlicher. 2000 kam es schließlich zur offiziellen Umbenennung auf Tekka Centre, um der Geschichte des Ortes gerecht zu werden.

## Geschichte
Als die Viehwirtschaft in den 1900er Jahren  ihren Höhepunkt erreichte, mussten die Viehhändler den Bezirk Kandang Kerbau 1902 verlassen, weil ihre Büffelherden für die Beschädigung der Straßen verantwortlich gemacht wurden. Der ursprüngliche Markt, damals Kandang Kerbau Market genannt, wurde 1915 errichtet und lag damals auf der anderen Straßenseite wie das Tekka Centre heute (an der Kreuzung der Serangoon Road und Bukit Timah Road).
In den 1930er Jahren wurde er sehr beliebt wegen großer Auswahl an Fleisch, Gemüse, Fisch und Meeresfrüchten. Die meisten Kunden waren Arbeiterfamilien aus der Nachbarschaft, der Markt bekam den Beinamen „Volksmarkt“. Nachdem der Markt 1982 wegen Umbauplänen für den ganzen Distrikt abgerissen wurde, zogen die meisten Händler in den neuen Zhujiao Market genannten Markt auf der anderen Straßenseite. 2008 wurde der Markt wegen Restaurierung geschlossen und 2009 wieder eröffnet, nachdem unter anderem die hygienischen Verhältnisse eine große Verbesserung erfahren haben.

## Angebot

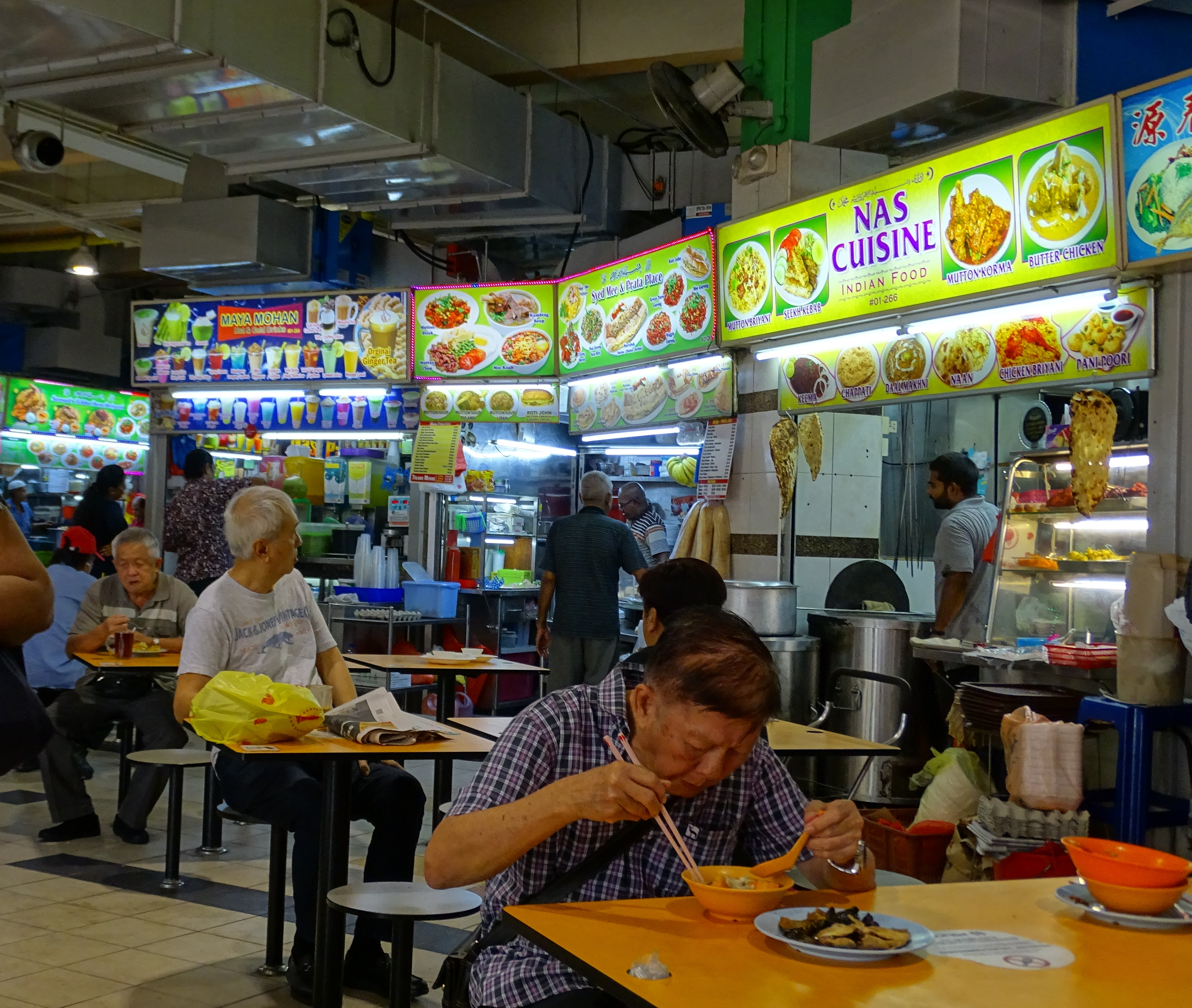
Eine der Esshallen in Tekka Centre

Tekka Centre besteht aus einem wet market, einer Esshalle (food court) und einem Einkaufsabschnitt mit einer großen Auswahl an Lebensmitteln und anderen Produkten:
- Es gibt eine große Auswahl an asiatischem Gemüse und Kräutern, darunter indische, sri-lankische, chinesische, thailändische Produkte.
- Eine große Menge an tropischen Früchten wie Ananas, Bananen, Mangos, Jackfruits, Rambutans, Guaven, Sternfrüchten, Longans, Mangostanen usw.
- Fisch und Meeresfrüchte: große Sri-Lanka-Krabben, Garnelen aller Größen, Tintenfisch, Thunfisch, Lachs, Makrele, Wolfsbarsch und eine Vielzahl von Krebstieren.
- Fleisch und Geflügel: Hammelfleisch, Lammfleisch, Ziege, Rindfleisch, Schweinefleisch, Hühnerfleisch usw.
- Chinesische, indische, malaysische und thailändische Gewürze in großer Auswahl

Im sogenannten Food-Court, der sich auf derselben Ebene wie der Markt befindet, bieten zahlreiche Straßenhändler in ihren Imbissständen die üblichen chinesischen, westlichen, indischen und muslimischen Speisen an.